# Hypoxis rigidula
Hypoxis rigidula är en enhjärtbladig växtart som beskrevs av John Gilbert Baker. Hypoxis rigidula ingår i släktet Hypoxis och familjen Hypoxidaceae.

## Underarter
Arten delas in i följande underarter:
- H. r. pilosissima
- H. r. rigidula